# 考维塔县 (佐治亚州)
考维塔县（英語：Coweta County）是位于美国佐治亚州西部的一个县，面积1,155平方公里，县治纽南。根据2000年美国人口普查，共有人口109,903。
考维塔县成立于1826年6月9日，县名源自居住在当地的印第安部落Koweta。